# Marieholm
Marieholm est une localité de Suède dans la commune d'Eslöv en Scanie.
Sa population était de 1 689 habitants en 2019.